# Vernon Dobtcheff
Vernon Dobtcheff (* 14. August 1934 in Nîmes) ist ein französisch-britischer Film- und Theaterschauspieler sowie Drehbuchautor.

## Leben und Karriere
Dobtcheff, der russische Vorfahren hat, wuchs ab Mitte der 1940er Jahre in England auf, wo er seine Karriere auf der Theaterbühne begann. Ab 1963 stand er auch in Spielfilmen vor der Kamera und wirkte auf diese Weise in knapp 300 Filmen und Fernsehserien mit. Er war dabei sowohl in britischen als auch in französischen und italienischen Produktionen zu sehen. Üblicherweise in Nebenrollen eingesetzt, ist er in berühmten Filmen wie Der Schakal, James Bond 007 – Der Spion, der mich liebte, Indiana Jones und der letzte Kreuzzug und Before Sunset zu sehen. 2005 schrieb Dobtcheff das Drehbuch zum 11-minütigen Kurzfilm Resonance of Tears, bei dem er zugleich auch die Hauptrolle spielte.

## Filmografie (Auswahl)
- 1967: Der Widerspenstigen Zähmung (The Taming of the Shrew)
- 1967: Simon Templar (The Saint ; Fernsehserie, 1 Folge)
- 1969: Mörder GmbH (The Assassination Bureau)
- 1969: Doctor Who (Fernsehserie, 3 Folgen)
- 1970: Darling Lili
- 1971: Musketier mit Hieb und Stich (Les mariés de l’an II)
- 1971: Anatevka (Fiddler on the Roof)
- 1971: Maria Stuart, Königin von Schottland (Mary, Queen of Scots)
- 1972: Pasolinis tolldreiste Geschichten (I Racconti di Canterbury)
- 1973: Der Schakal (The Day of the Jackal)
- 1973: Thriller (Fernsehserie, 1 Folge)
- 1973: Kein Pardon für Schutzengel (The Protectors; Fernsehserie, 1 Folge)
- 1974:	Fluchtpunkt Marseille (The Marseille Contract)
- 1974: Mord im Orient-Expreß (Murder on the Orient Express)
- 1975: Die schönen Wilden (Le sauvage)
- 1975: Die Füchse (The Sweeney; Fernsehserie, 1 Folge)
- 1975: India Song
- 1975: Der Messias (Il Messia)
- 1976: Michael Strogoff – Kurier des Zaren (Michel Strogoff)
- 1977: Der Spion, der mich liebte (The Spy Who Loved Me)
- 1977: Kommissar Moulin (Commissaire Moulin, Fernsehserie, 1 Folge)
- 1981: Condorman
- 1981: Wie der Mond über Feuer und Blut
- 1983: Im Wendekreis des Kreuzes (The Scarlet and the Black) (Fernsehfilm)
- 1983: Wagner – Das Leben und Werk Richard Wagners (Fernsehserie)
- 1985: Goldene Zeiten – Bittere Zeiten (Fernsehserie)
- 1985: A.D. – Anno Domini (A.D.)
- 1986: Sherlock Holmes (Fernsehserie, Folge Sechsmal Napoleon)
- 1986: Rache ist ein süßes Wort (If Tomorrow Comes)
- 1986: Der Name der Rose (The Name of the Rose)
- 1987: Maschenka
- 1988: Zeugenaussage (Testimony)
- 1989: Jinnah
- 1989: Indiana Jones und der letzte Kreuzzug (Indiana Jones and the Last Crusade)
- 1989: Splendor
- 1990: Hamlet
- 1990: Stauffenberg – Verschwörung gegen Hitler (The Plot to Kill Hitler)
- 1991: Michelangelo – Genie und Leidenschaft (A Season of Giants)
- 1991: Gib’s ihm, Chris! (Let Him Have It)
- 1991: Die Strauß-Dynastie (The Strauss Dynasty)
- 1992: Sweetheart (Toutes peines confondues)
- 1993: M. Butterfly
- 1993: La vis
- 1994: Agatha Christie’s Poirot (Fernsehserie, 1 Folge)
- 1997: Anna Karenina
- 2001: The Order
- 2001: The Body
- 2001: Relic Hunter – Die Schatzjägerin (Relic Hunter, Fernsehserie, 1 Folge)
- 2002: Pakt der Druiden (Brocéliande)
- 2002: Red Siren (La sirène rouge)
- 2004: Before Sunset
- 2005: Das Imperium der Wölfe (L’empire des loups)
- 2006: Liebe um jeden Preis (Hors de prix)
- 2008: Wenn Spione singen (Le plaisir de chanter)
- 2010: Undisputed III: Redemption
- 2011: Agatha Christie: Mörderische Spiele (Les Petits Meurtres d’Agatha Christie, Fernsehserie, 1 Folge)
- 2011–2013: Die Borgias (The Borgias; Fernsehserie, 18 Folgen)
- 2013: The Best Offer – Das höchste Gebot (La migliore offerta)
- 2013: La Grande Bellezza – Die große Schönheit (La Grande Bellezza)
- 2014: Die sieben Glücksgötter (Seven Lucky Gods)
- 2017: Emerald City – Die dunkle Welt von Oz (Emerald City, Fernsehserie, 2 Folgen)
- 2017: Die Macht des Bösen (The Man with the Iron Heart)
- 2018: 15:17 to Paris (The 15:17 to Paris)
- 2020: The Haunting of Margam Castle